# Надом
На́дом (монг. наадам, старомонг.: naɣadum, игры) — традиционное монгольское состязание, также именуемое «тремя мужскими играми» (эрийн гурван наадам), — это монгольская борьба, скачки и стрельба из лука. Проводится по всей стране в праздник середины лета. Надом также (причём в разные времена года) отмечают буряты (Сурхарбан), тувинцы (Наадым), калмыки (Эрин һурвн наадн (Джангариада)), жители разных национальностей из соседних с Монголией регионов КНР (Внутренняя Монголия и СУАР), испытавших на себе сильное монгольское влияние. Помимо самих монголов сюда относятся илийские казахи, населяющие берега озера Сайрам-Нур; дунгане, а также этнические китайцы из окрестностей Хух-Хото.

## Обзор
С наибольшим размахом это состязание проводится в монгольской столице, Улан-Баторе, в течение народного праздника середины лета (11-13 июля) на Центральном стадионе. В других монгольских городах, а также в китайских городах со значительной монгольский диаспорой, проводят надом гораздо скромнее. Он начинается со сложной предварительной церемонии, в которой участвуют танцоры, борцы, всадники и музыканты. После церемонии открытия игр начинается само состязание.
Надом — самое популярное зрелище у монголов, которое, как предполагается, веками существовало в Монголии в том или ином виде. Надом берёт начало в таких явлениях, как военные парады, а также в воинских умениях — стрельбе из лука, верховой езде и борьбе, демонстрация которых сопутствовала различным праздникам. В начале XX века в Урге игры проводились непосредственно после церемонии цам в конце июня. В настоящее время надом формально приурочен к годовщине антикитайского восстания в Монголии в 1921 году и провозглашения независимости страны.
В настоящее время в скачках и стрельбе принимают участие также девочки и женщины, а к «трём играм» официально прибавился четвёртый вид соревнований: монгольская игра в кости (шагаайн харваа), где её участники, разделившись на две команды, поочерёдно выбивают костяные мишени при помощи костяной биты, «выстреливаемой» щелчком среднего пальца со специальной деревянной направляющей (хясаа), удерживаемой на колене игрока. В ней участвуют только мужчины.

## «Три мужских игры»

### Борьба

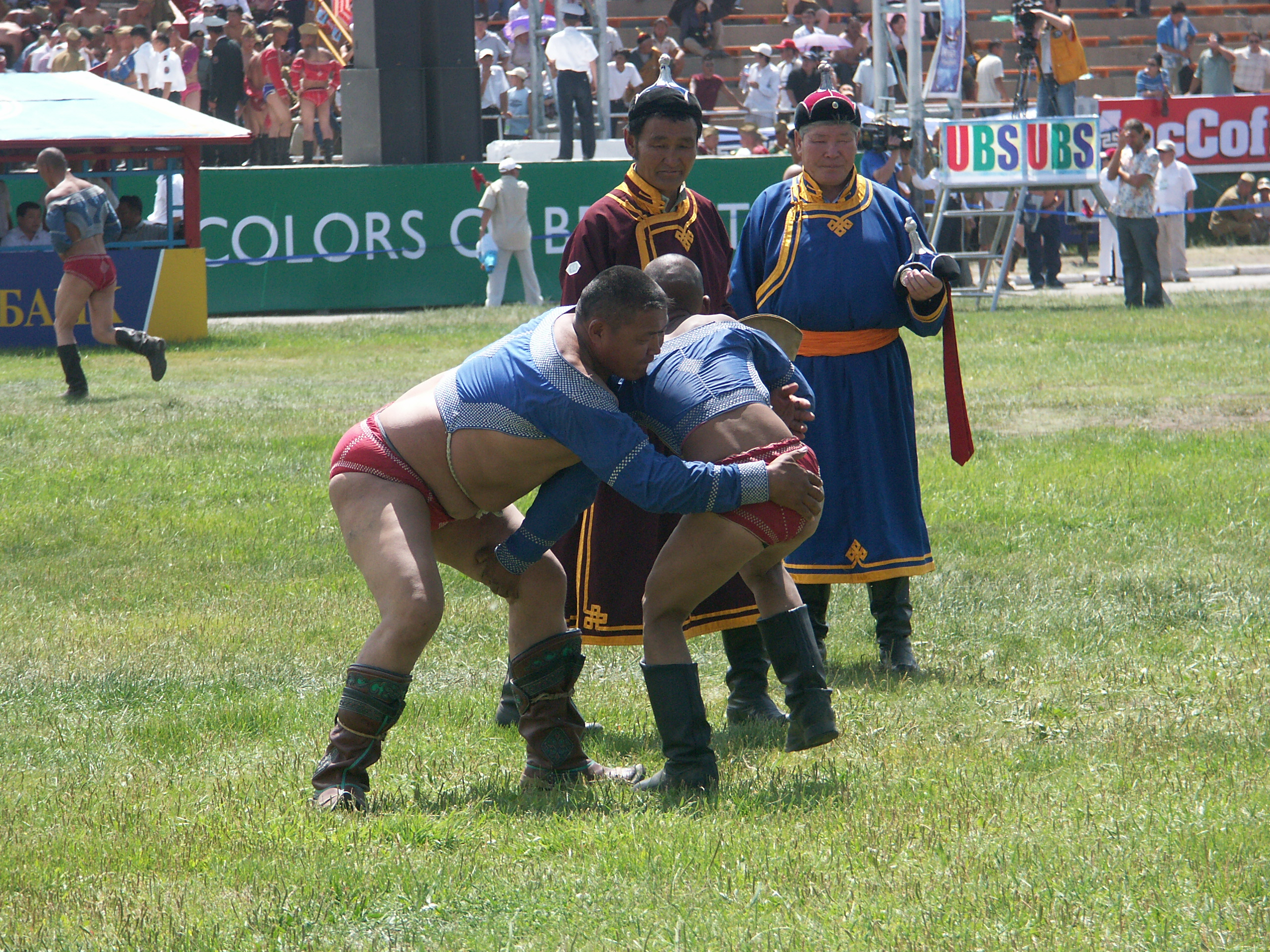
Борьба на надоме.

Монгольская борьба (монг. монгол бөх) — популярнейший вид спорта в Монголии. Борются все, от стариков до трёхлетних детей.
512 или 1024 борцов встречаются в девяти или десяти раундах на выбывание (даваа). Монгольская народная борьба не ограничивает время раундов, и раунд длится до тех пор, пока один из соперников не коснётся земли любой частью тела, кроме подошв ног и кистей рук. Когда подбираются пары, борец, обладающий большей славой, имеет право самостоятельно выбрать себе соперника. Борцы носят двусоставную экипировку из тугой наплечной накидки (зодог) и «шорт» (шуудаг). Женщины к борьбе не допускаются.
У каждого борца есть «болельщик» — засуул. Этот «болельщик» пропевает победную песенку в честь выигравшего борца после 3-го, 5-го и 7-го туров. Победители 5-го тура получают титул «сокол» (начин), 6-го — «ястреб» (харцаг), 7-го — «слон» (заан), 8-го — «гаруда» (гарьд), а победитель финального раунда получает титул «лев» (арслан). Дважды-«лев» зовётся «исполином», — аварга. Победив на играх в третий раз, борец именуется «исполин-океан» (далай аварга), в четвёртый — «всеобщий исполин» (даян аварга), в пятый — «неприкосновенный исполин» (дархан аварга).
Следующим образом описывает борьбу на надоме 28 июня 1905 года российский эмиссар в Урге П. К. Козлов:
Затем происходила борьба. Разделение на группы. Борцы, дикий старый вид — «дикари». Одежда - прикрыт пол[овой] орг[ан] и спина. Борцы норовят ударить в ногу или схватить за ногу и опрокинуть. Уставившись, согбенные противники иногда до 1/4 часа и больше томят наблюдателя. Присутствующие поощряют к энергии, ударяя слегка по спине. Сами борцы, словно звери, выпучив грудь, отдав заднюю часть и подняв вверх руки, подпрыгивая с ноги на ногу с криком выступают на арену, громко и сильно ударяя себя по ляжкам. Перед выпуском их держат чиновники, и борцы, стоя на месте, гордо прыгают, словно неудержимые жеребцы. Победитель также гордо приближается к палатке Богдо-гэгэна и кладёт ему три земных поклона, а затем гордо бежит к своим землякам. Чиновники по спискам выкрикивают прочих... 
 
Победители первого дня действуют на другой, на третий день; число их сокращается, остаются более сильные; вот уже две пары, а затем и одна последняя... Кому быть героем дня и года, кому быть львом — арсланом. Схватились; мускулистые ноги переплелись как звери; момент загадочный, и падают вниз. Герой бежит к Богдо, бежит и его последний противник, оба кланяются и оба награждаются: главный победитель лошадью или деньгами до пятидесяти лан, второй — подарком или призом меньшей стоимости.

### Скачки

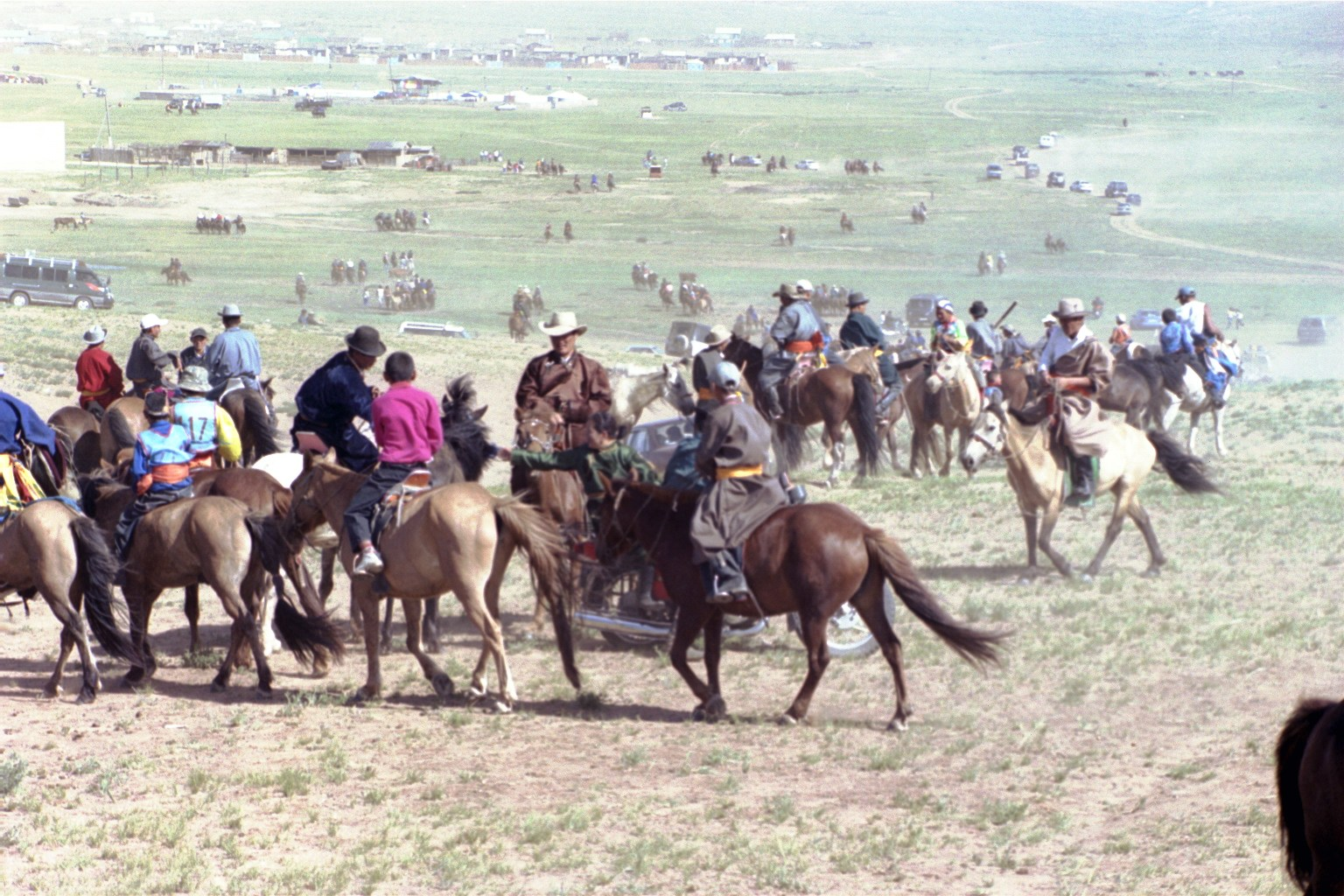
Наездники на празднике Надом.

В отличие от западных скачек, состоящих из забегов на короткие дистанции не более 2 км, монгольские скачки (морин уралдаан), имеющие место на Надоме — это длительные забеги на дистанцию от 15 до 30 км. Длина дистанции зависит от возраста скакунов. Например, двухгодовалые лошади (дааг) скачут на 15 км, четырёхлетние (хязаалан) — на 20 км, пятилетки (соёоолон) — на 25 км, взрослые (их нас), то есть старше семи лет — на 28, а жеребцы (азарга) — на 25. На Надом может быть отобрано до тысячи лошадей со всей Монголии. Этих скакунов кормят согласно специализированному рациону.
В наездники лошадям выбираются дети (как мальчики, так и девочки) от 5 до 13 лет, которые и тренируют их несколько месяцев, предшествующих скачкам. Хотя искусство ухода за лошадьми и важно для надома, в состязании проверяется именно скорость и выносливость самих лошадей.
Перед началом гонки публика поёт традиционные песни, а сами наездники-конюхи исполняют «песню скачек» (гийнгоо). Призы присуждаются как скакунам, так и их всадникам. Первые пять или десять лошадей в каждом возрастном классе получают титул «кумысная пятёрка (десятка)» (айргийн тав (арав)), так как победителей традиционно угощают кумысом, а между первыми тремя распределяются золото, серебро и бронза. Всадник-победитель получает звание түмний эх, то есть «первый из тумена», а лошадь, пришедшая последней в двугодовалом классе, приветствуется песней-благопожеланием.

### Стрельба из лука

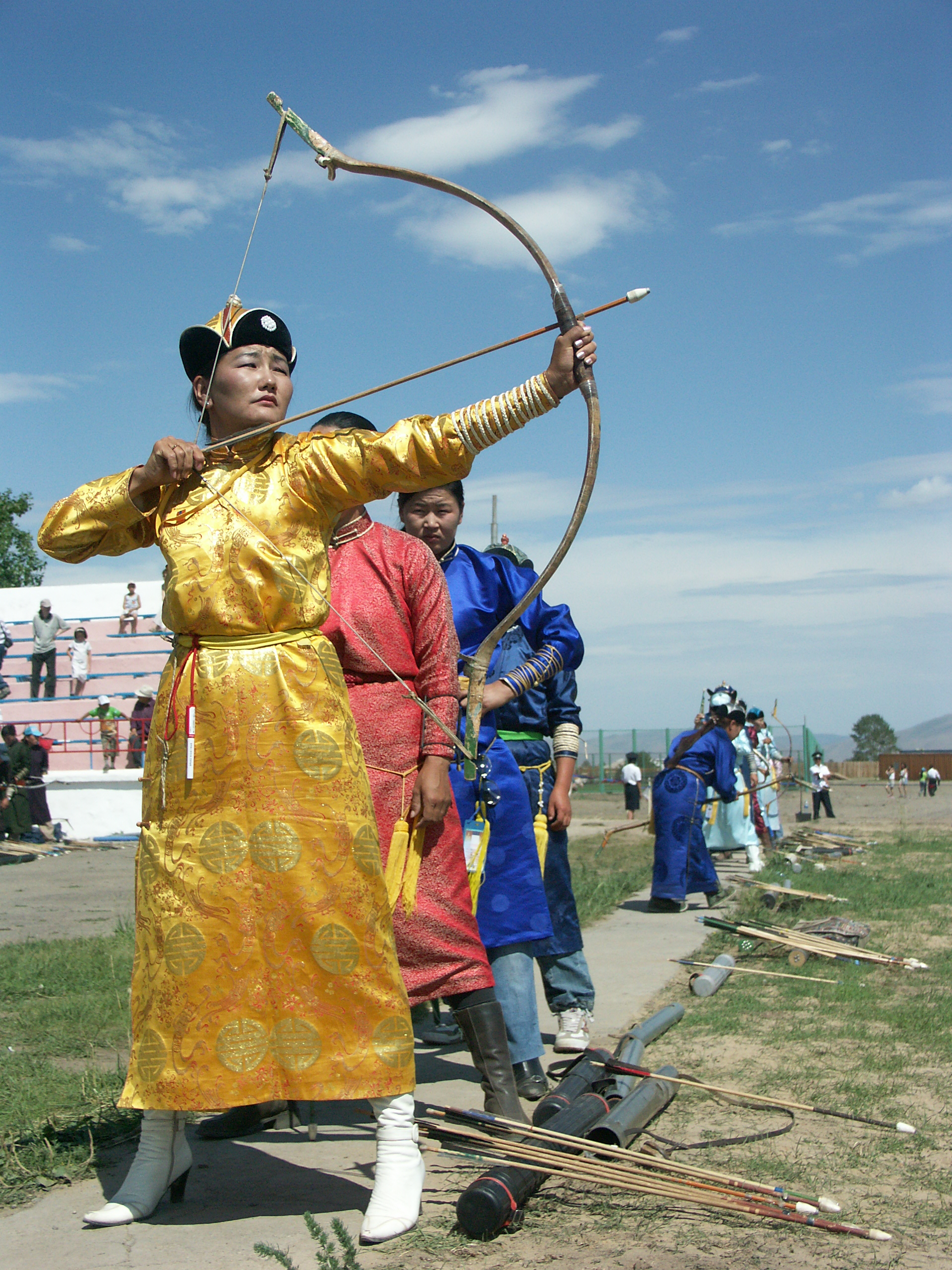
Женские стрельбы на Надоме 2005 года.

Монгольский спорт стрельбы из лука (монг. сурын харваа) характерен тем, что, помимо основной мишени, имеются сотни дополнительных, сделанных из кожи (сур). В этом состязании участвуют как мужчины, так и женщины. Оно проводится между двумя командами, каждая из которых располагает четырьмя стрелами на человека; каждая команда должна поразить 33 «сура». Мужчины стреляют с дистанции в 75 м, женщины — с 65. Если стрелок поразит цель «в яблочко», судья кричит «Уухай!» («Браво, ура!») Победитель награждается званием «народный стрелок» (ардын харваач).

## Описания в художественной литературе
- Рассказ С. Дашдорова «Надом после войны».